# Electronic Entertainment Expo 2013

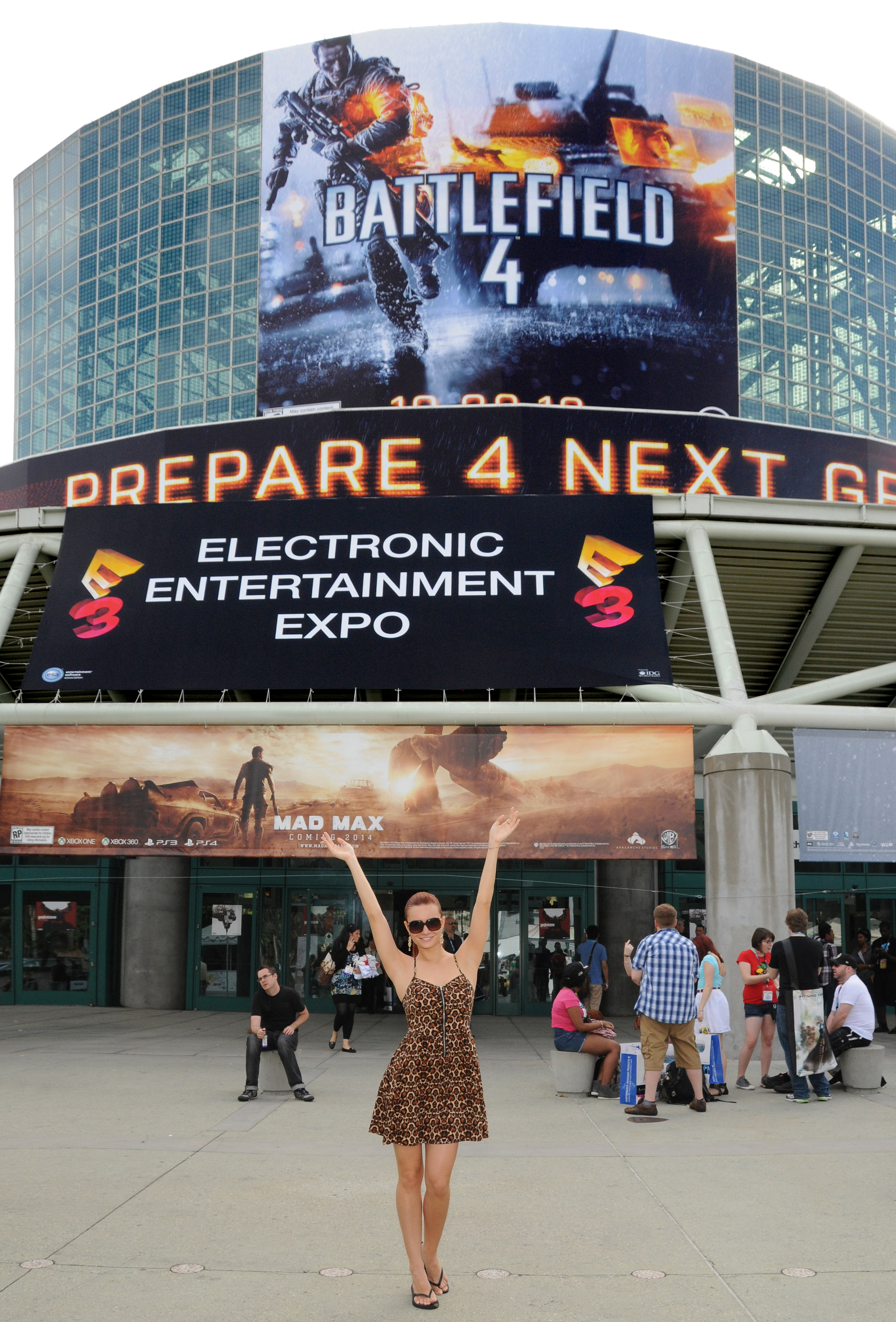
Le Los Angeles Convention Center pendant l'E3 2013.

L’Electronic Entertainment Expo 2013, communément appelé E3 2013, est la 19e édition d'un salon consacré exclusivement aux jeux vidéo organisé par l'Entertainment Software Association. L'événement s'est déroulé du 11 au 13 juin 2013 au Los Angeles Convention Center à Los Angeles.
Bien que dévoilées tour à tour par Sony et par Microsoft avant la tenue du salon, cette édition est marquée par la présentation au public des consoles PlayStation 4 et Xbox One.

## Conférences des principaux constructeurs

### Microsoft

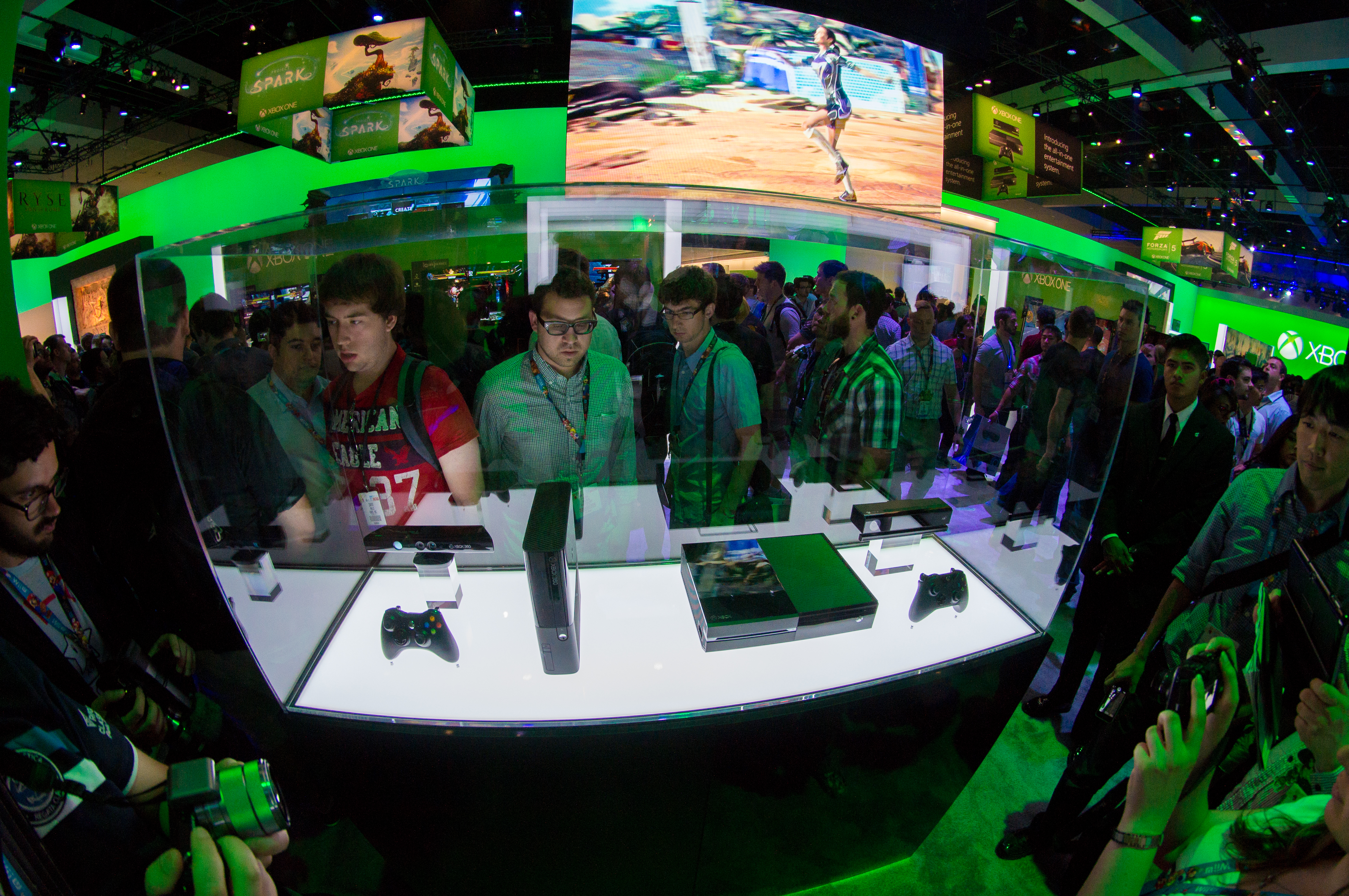
Présentation de la Xbox One

La conférence de Microsoft s'est tenue le 10 juin 2013 à 9:00am PDT (18h heure française) au Galen Center. La Xbox One y a été présentée plus en détail.

### Sony

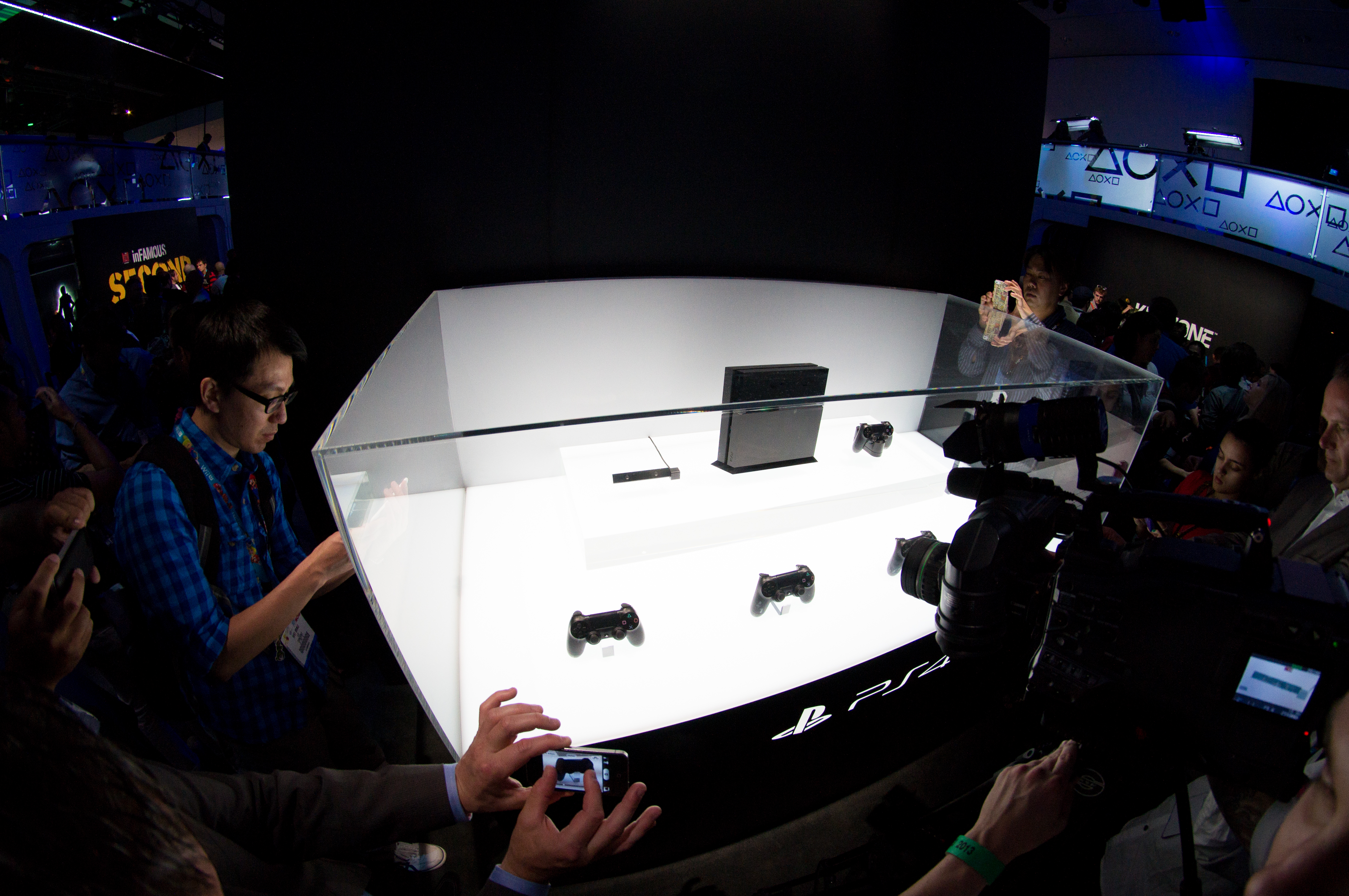
Présentation de la PlayStation 4

La conférence de Sony s'est tenue le 10 juin à 5:20pm PDT (2h20 du matin heure française). Sony a présenté plus en détail sa toute nouvelle console de salon, la PlayStation 4 lors d'une conférence qui a été retransmise sur certains sites internet.

### Nintendo
En avril 2013, Nintendo annonce ne pas vouloir tenir de conférence durant l'E3 en privilégiant plutôt d'autres moyens de communications pour faire des annonces durant l’événement, notamment via un Nintendo Direct le mardi 11 juin à 16h, des Developer Interviews publiées sur e3.nintendo.com, ainsi qu'une table-ronde suivie d'une séance de questions réponses d'une durée d'une heure et demie pour Pokémon X et Y mercredi 12 juin à 3h. Une présentation des jeux pour les journalistes s'est tenue tout de même avant l'ouverture du salon. 
 De nouveaux titres comme Mario Kart 8, Super Mario 3D World, Art Academy, Donkey Kong Country: Tropical Freeze et Super Smash Bros. for Nintendo 3DS / for Wii U furent présentés par le constructeur. Nintendo dévoile également de nouvelles informations pour Pokémon X et Y, Wii Party U, Wii Fit U, The Legend of Zelda: The Wind Waker HD, The wonderful 101, Bayonetta 2 et Xenoblade Chronicles X,.

## Conférences éditeurs

### Electronic Arts
La conférence Electronic Arts s'est tenue le 10 juin à 12:20pm PDT (21h20 heure française). L'éditeur a présenté ses prochaines productions, tels les jeux Battlefield 4, FIFA 14 ou encore Dragon Age: Inquisition.

### Konami
Konami a tenu une conférence quelques jours avant l'ouverture de l'E3, le 6 juin. La compagnie a mis en avant des jeux tels que Metal Gear Solid V: The Phantom Pain, Castlevania: Lords of Shadow 2 ou encore Pro Evolution Soccer 2014.

### Ubisoft
La conférence Ubisoft s'est tenue le 10 juin à 2:40pm PDT (23h40 heure française). L'entreprise a présenté ses jeux plus en détail, avec notamment Watch Dogs, Assassin's Creed IV: Black Flag, Rayman Legends[réf. nécessaire].

### Square Enix
Square Enix a tenu sa conférence le 11 juin à 9:00am PDT (19h00 heure française). La firme nippone y présente Final Fantasy XV et Lightning Returns: Final Fantasy XIII, et confirme les rumeurs en annonçant le développement de Kingdom Hearts III.

## Jeux notables présents lors de l'E3 2013
Les tableaux suivants donnent la liste des principaux jeux présents lors de l'E3 2013:
| 505 Games - Brothers: A Tale of Two Sons (PC / PS3 / Xbox 360) Activision Blizzard - Call of Duty: Ghosts (PC / PS3 / PS4 / Wii U / Xbox 360 / Xbox One) - Deadpool (PC / PS3 / Xbox 360) - Destiny (PS3 / PS4 / Xbox 360 / Xbox One) - Skylanders: Swap Force (3DS / PS3 / PS4 / Wii / Wii U / Xbox 360 / Xbox One) Atlus - Daylight (PC / PS4) - Dragon's Crown (PS3 / PS Vita) - Etrian Odyssey Untold: The Millennium Girl (3DS) - Shin Megami Tensei IV (3DS) - R.I.P.D. The Game (PC / PS3 / Xbox 360) Bethesda - The Elder Scrolls Online (PC / PS4 / Xbox One) - The Evil Within (PC / PS3 / PS4 / Xbox 360 / Xbox One) - Wolfenstein: The New Order (PC / PS3 / PS4 / Xbox 360 / Xbox One) Capcom - Dead Rising 3 (Xbox One) - DuckTales Remastered (PC / PS3 / Xbox 360 / Wii U) - Lost Planet 3 (PC / PS3 / Xbox 360) - Phoenix Wright: Ace Attorney - Dual Destinies (3DS) CD Projekt RED - The Witcher 3: Wild Hunt (PC / PS4 / Xbox One) Deep Silver - Killer is Dead (PS3 / Xbox 360) - Saints Row IV (PC / PS3 / Xbox 360) Disney - Disney Infinity (3DS / PC / PS3 / Wii / Wii U / Xbox 360) - Fantasia: Music Evolved (Xbox 360/ Xbox One) Electronic Arts - Battlefield 4 (PC / PS3 / PS4 / Xbox 360 / Xbox One) - Command and Conquer (PC) - Dragon Age: Inquisition (PC / PS3 / PS4 / Xbox 360 / Xbox One) - EA Sports UFC (PS4 / Xbox One) - FIFA 14 (PC / PS2/ PS3 / PS4 / PS Vita / Xbox 360 / Xbox One/ Wii / iOS / Android) - Madden NFL 25 (PS3 / PS4 / Xbox 360 / Xbox One) - Mirror's Edge 2 (PC / PS4 / Xbox One) - NBA Live 14 (PS4 / Xbox One) - Need for Speed: Rivals (PC / PS3 / PS4 / Xbox 360 / Xbox One) - NHL 14 (PS3 / Xbox 360) - Plants vs. Zombies 2: It's About Time (iOS) - Plants vs. Zombies: Garden Warfare (Xbox 360 / Xbox One / PC) - Star Wars: Battlefront (PC / PS4 / Xbox One) - Titanfall (PC/ Xbox One / Xbox 360) | Konami - Castlevania: Lords of Shadow 2 (PC / PS3 / Xbox 360) - Pro Evolution Soccer 2014 (PC / PS3 / Xbox 360) - Metal Gear Solid V: The Phantom Pain (PS3 / PS4 / Xbox 360/ Xbox One) Microsoft - Below (Xbox One) - Crimson Dragon (Xbox One) - D4 (Xbox One) - Forza Motorsport 5 (Xbox One) - Halo (Xbox One) - Halo: Spartan Assault (Windows 8 PC / Windows Phone 8) - Killer Instinct (Xbox One) - LocoCycle (Xbox 360/ Xbox One) - Minecraft: Xbox One Edition (Xbox One) - Project Spark (PC / Xbox One) - Quantum Break (Xbox One) - Ryse: Son of Rome (Xbox One) - Sunset Overdrive (Xbox One) Namco Bandai - Dark Souls II (PC / PS3 / Xbox 360) - Project X Zone (3DS) - Tales of Xillia (PS3) - Tekken Revolution (PS3) - Time and Eternity (PS3) Nintendo - Bayonetta 2 (Wii U) - Donkey Kong Country: Tropical Freeze (Wii U) - Game and Wario (Wii U) - The Legend of Zelda: A Link Between Worlds (3DS) - The Legend of Zelda: The Wind Waker HD (Wii U) - Mario and Luigi: Dream Team Bros. (3DS) - Mario Kart 8 (Wii U) - New Super Luigi U (Wii U) - Pikmin 3 (Wii U) - Pokémon X and Y (3DS) - Super Mario 3D World (Wii U) - Super Smash Bros. (3DS / Wii U) - The Wonderful 101 (Wii U) - Wii Fit U (Wii U) - Wii Party U (Wii U) - Xenoblade Chronicles X (Wii U) - Yoshi's New Island (3DS) Sega - Castle of Illusion Starring Mickey Mouse HD (PC / PS3 / Xbox 360) - Company of Heroes 2 (PC) - Mario et Sonic aux Jeux olympiques d'hiver de Sotchi 2014 (3DS / Wii U) - Sonic Lost World (3DS / Wii U) - Total War: Rome II (PC) | Sony - Beyond: Two Souls (PS3) - DriveClub (PS4) - Gran Turismo 6 (PS3) - inFamous: Second Son (PS4) - Killzone: Mercenary (PS Vita) - Killzone: Shadow Fall (PS4) - Knack (PS4) - The Last of Us (PS3) - The Order: 1886 (PS4) - Puppeteer (PS3) - Tearaway (PS Vita) Square Enix - Deus Ex: The Fall (Android / iOS) - Final Fantasy XV (PS4 / Xbox One) - Kingdom Hearts III (PS4 / Xbox One) - Lightning Returns: Final Fantasy XIII (PS3 / Xbox 360) - Murdered: Soul Suspect (PC / PS3 / Xbox 360) - Thief (PC / PS4 / Xbox One) Tecmo Koei - Dynasty Warriors 8 (PS3 / Xbox 360) - Yaiba: Ninja Gaiden Z (iOS / PS3 / Xbox 360) Ubisoft - Assassin's Creed IV: Black Flag (PC / PS3 / PS4 / Wii U / Xbox 360 / Xbox One) - The Crew (PC / PS4 /Xbox One) - Just Dance 2014 (PS3 / PS4 / Wii / Wii U / Kinect with Xbox 360 / Xbox One) - Rayman Legends (PS3 / PS Vita / Wii U / Xbox 360) - South Park : Le Bâton de la vérité (PC / PS3 / Xbox 360) - Tom Clancy's The Division (PS4 / Xbox One) - Tom Clancy's Splinter Cell: Blacklist (PC / PS3 / Wii U / Xbox 360) - Trials Fusion (PC / PS4 / Xbox 360 / Xbox One) - Trials Frontier (Mobile) - Watch Dogs (PC / PS3 / PS4 / Wii U / Xbox 360 / Xbox One) Warner Bros. Interactive - Batman: Arkham Origins (PC / PS3 / Wii U / Xbox 360) - Dying Light (PC / PS3 / PS4 / Xbox 360 / Xbox One) - Lego Marvel Super Heroes (3DS / DS / PC / PS3 / PS Vita / Wii U / Xbox 360) - Mad Max (PC / PS3 / PS4 / Xbox 360 / Xbox One) - Scribblenauts Unmasked: A DC Comics Adventure (3DS / PC / Wii U) - Transistor (PC / PS4) XSEED Games - Rune Factory 4 (3DS) - Valhalla Knights 3 (PS Vita) - Ys: Foliage Ocean in Celceta (PS Vita) - Killer is Dead (PS3 / Xbox 360) |

## Principaux absents du salon
Les principaux éditeurs absents du salon sont Rockstar Games, Valve et
2K Games.